# Nikolaj Leskov
Nikolaj Semjonovič Leskov (rusky Николай Семёнович Лесков; 4.jul./ 16. února 1831greg. Gorochovo, Orelská gubernie – 21. únorajul./ 5. března 1895greg. Petrohrad) byl ruský spisovatel a dramatik.

## Život
Pocházel z úřednické rodiny. Nedostudoval gymnázium, od 16 let musel vydělávat. Byl úředníkem, později obchodním zástupcem, hodně cestoval po Rusku i Evropě, několikrát navštívil i Prahu. Od roku 1872 působil na ministerstvu osvěty. Odtud byl pro své kritické názory na Rusko i na pravoslavnou církev propuštěn a věnoval se pouze literatuře. Protože však zároveň ostře kritizoval a karikoval i ruské utopisty a revolucionáře (podobně jako Dostojevskij v „Běsech“), rozešel se i se svými přáteli.

## Dílo
Literární dráhu zahájil publicistikou. Kvůli nesprávně pochopenému Leskovovu vystoupení v tisku k němu pokroková veřejnost zaujala rezervovaný postoj. V 60. letech si volí náměty z vesnice např.:
- 1863 Žitije odnoj baby, (česky „Kalvárie“ 1960)

Z kupeckého prostředí:
- 1865 povídka Ledi Makbet Mcenskogo ujezda (česky „Lady Macbeth Mcenského újezdu“ 1962), povídka byla podkladem pro libreto stejnojmenné opery Dmitrije Šostakoviče (premiéra 1934),
  - 1960 Kateřina Izmajlovová, Československý rozhlas Brno, překlad Karel Gissübel, režie Vladimír Vozák, v titulní roli Vlasta Fialová.[1]
  - 1976 Labuť, která škrtí, Divadlo na okraji, režie: Zdeněk Potužil
- 1864 román Někuda (Není kam),
- 1867 drama Rastočitěl (česky „Marnotratník“, 1924),
- 1870–1871 román Na nožach (Na nůž),

V sedmdesátých letech se zaměřuje na otázky mravní:
- 1872 román Soborjaně (česky „Duchovenstvo sborového chrámu“, 1903; „Až se hnou vody: Stargorodská kronika“, 2024),
- 1873 novela Zapečatljonyj angel (česky „Zapečetěný anděl“ 1924, 1957)
- 1874 román Zachudalyj rod (česky „Zchudlý rod“, 1905),
- 1874 novela Očarovannyj strannik (česky „Očarovaný poutník“, 1950, 1962),
- 1876 satirická povídka Železnaja volja („Železná vůle“, 1949)
- 1880 povídka Něsmertělnyj Golovan (česky „Nesmrtelný Golovan“, 1904),
- 1881 povídka Skaz o tulskom kosom Levše i o stalnoj bloche (česky „Levák“ 1912, „Blecha“ 1951, „Krchňák“ 1949, „Krchňa“ 1957),

V osmdesátých letech zpracovává náměty ze starých náboženských legend:
- 1887 Skoromoch Pamfalon (česky „Kejklíř Pantalon“, 1985, přeložila Naděžda Slabihoudová)
- 1888 Prekrasnaja Aza (Krásná Aza)

Satirická díla:
- 1878–1880 sbírka črt Meloči iz archijerejskoj žizni
- Tupejnyj chudožnik (česky „Dovedný vlásenkář“, 1957)
- 1886 Štopalščik (česky „Mistr v štupování“, 1957)

## Fotogalerie

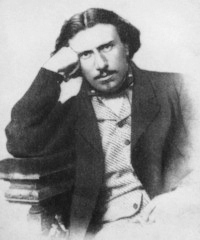
N. S. Leskov (1860)
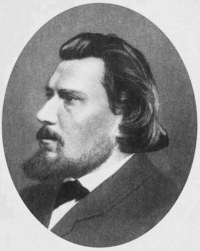
N. S. Leskov (1860)
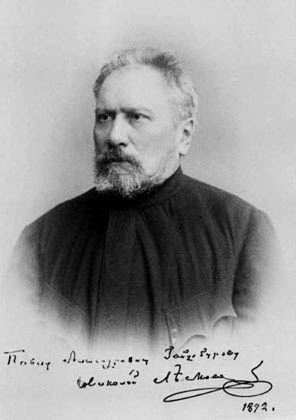
N. S. Leskov (1872)
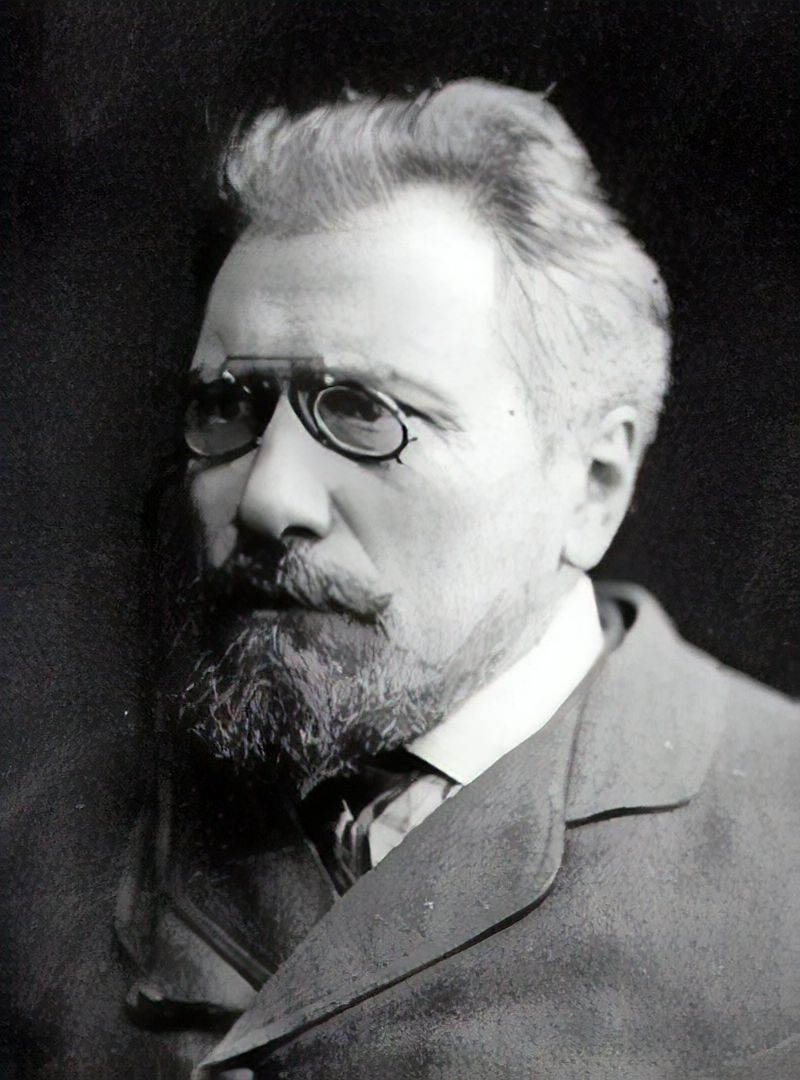
N. S. Leskov
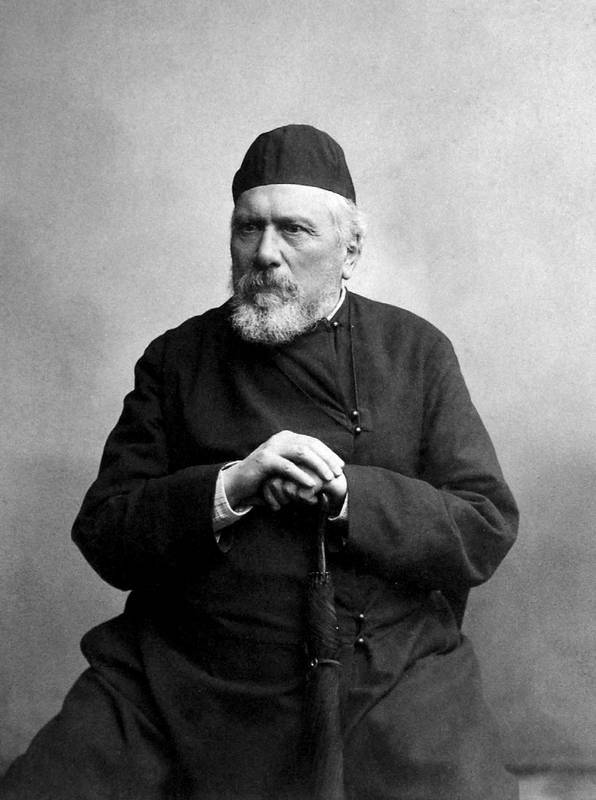
N. S. Leskov
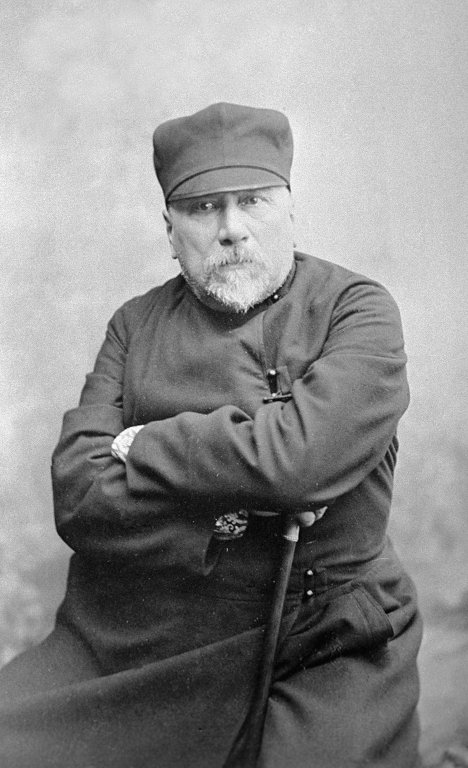
N. S. Leskov (cca 1880)
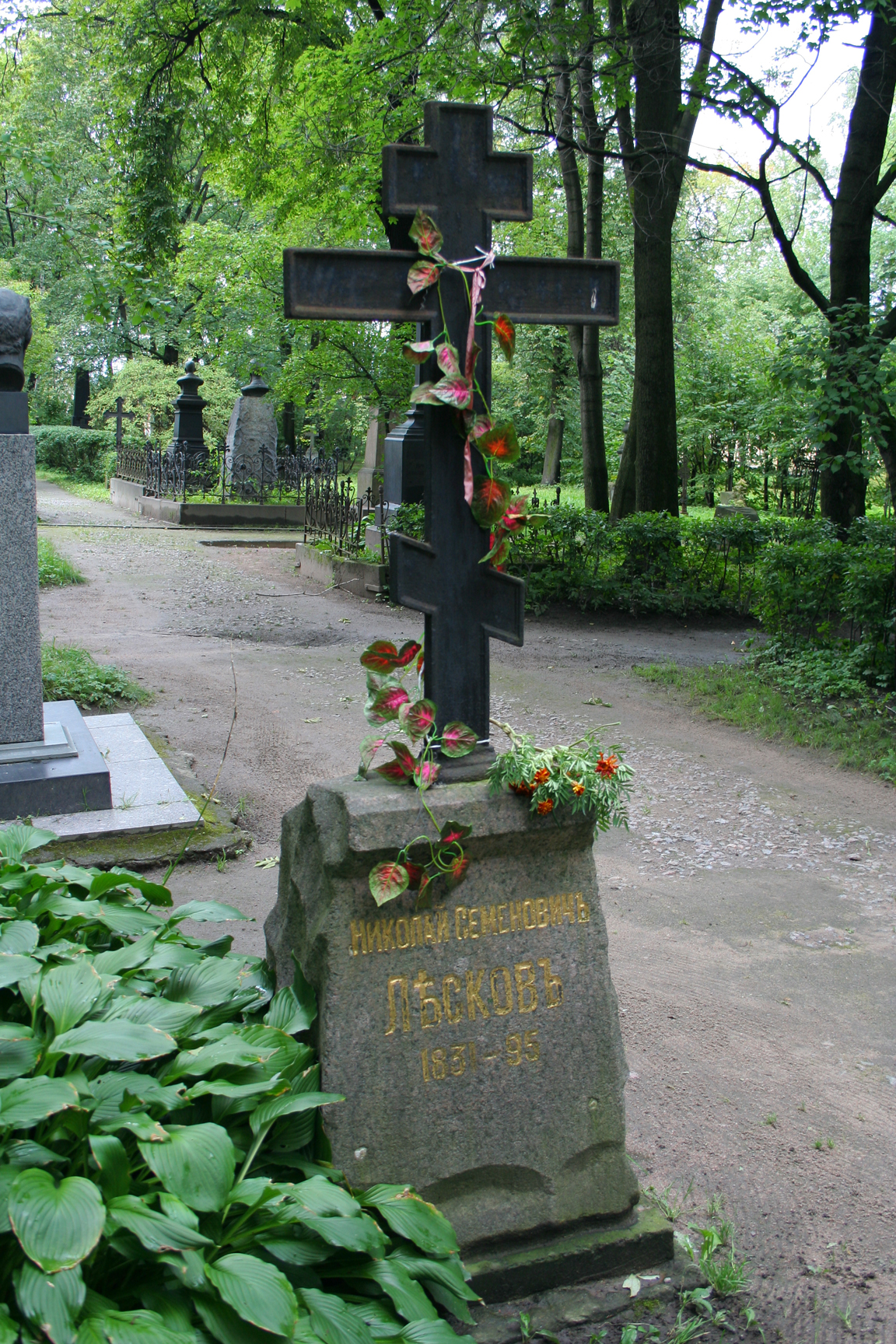
Jeho hrob v Sankt-Petěrburgu (Volkovský hřbitov)